# Tomás García (futbolista)
Tomás García (n. Delfín Gallo, Cruz Alta, Tucumán, Argentina; 8 de noviembre de 2003) es un futbolista argentino. Juega de guardameta y su club actual es San Martín de Tucumán, de la Primera Nacional.

## Trayectoria
Nacido en Delfín Gallo, Tomás García inició su carrera como futbolista a los 7 años en la escuela de fútbol Miguel Brandán, en su Cruz Alta natal, y en 2019, a la edad de 15 años, se unió a San Martín de Tucumán donde terminó su formación en las divisiones inferiores del club.
En 2022, Pablo De Muner, por ese entonces, técnico del primer equipo, lo llevó a su primera pretemporada con el plantel superior del conjunto tucumano, y un año después, en agosto de 2023, debido a una lesión del arquero suplente Nicolás Carrizo, tuvo su primera convocatoria a un partido oficial.
Su debut oficial llegaría el 19 de abril de 2025, en el empate 1 a 1 frente a All Boys, por la fecha 11 del Campeonato de Primera Nacional 2025, cuando faltando 8 minutos para el final del encuentro, ingresó en lugar de Darío Sand, que tuvo que salir debido a una molestia física.

## Estadísticas

### Clubes
Actualizado de acuerdo al último partido jugado el 19 de abril de 2025.
| Club                     | Div.          | Temporada     | Liga  | Liga  | Liga  | Copas nacionales | Copas nacionales | Copas nacionales | Torneos internacionales | Torneos internacionales | Torneos internacionales | Total | Total | Total |
| Club                     | Div.          | Temporada     | Part. | G. R. | V. I. | Part.            | G. R.            | V. I.            | Part.                   | G. R.                   | V. I.                   | Part. | G. R. | V. I. |
| ------------------------ | ------------- | ------------- | ----- | ----- | ----- | ---------------- | ---------------- | ---------------- | ----------------------- | ----------------------- | ----------------------- | ----- | ----- | ----- |
| San Martín (T) Argentina | 2.ª           | 2025          | 1     | 0     | 1     | —                | —                | —                | —                       | —                       | —                       | 1     | 0     | 1     |
| San Martín (T) Argentina | Total club    | Total club    | 1     | 0     | 1     | 0                | 0                | 0                | 0                       | 0                       | 0                       | 1     | 0     | 1     |
| Total carrera            | Total carrera | Total carrera | 1     | 0     | 1     | 0                | 0                | 0                | 0                       | 0                       | 0                       | 1     | 0     | 1     |
| 1. 2.                    |               |               |       |       |       |                  |                  |                  |                         |                         |                         |       |       |       |